# هتل بین‌المللی تهران
هتل بین‌المللی تهران یا هتل اینترنشنال تهران نام هتل ۵ ستاره‌ای بود که در ضلع جنوب شرقی سیدخندان قرار داشت. این هتل که به‌نام هتل سیدخندان هم شناخته می‌شد، در سال ۱۳۵۶ و در زمینی به مساحت ۱۳ هزار متر مربع و زیربنای ۳۶ هزار مترمربع افتتاح شده بود. این هتل از مجلل‌ترین و پرامکانات‌ترین هتل‌های ایران بود. با وقوع انقلاب، این هتل توسط برخی انقلابیون تسخیر شد و سپس و در جریان مصادره‌های ابتدای انقلاب، مصادره شد. پس از مصادره به عنوان محلی برای مهاجران جنگی استفاده شد و از دهه هفتاد به بعد تبدیل به ساختمانی متروکه و پارکینگ شد. زمین این هتل به شرکت مخابرات داده شده است و در سال ۱۳۸۶ به شکل کامل ساختمان هتل تخریب شد. در حال حاضر مجتمع اداری- تجاری- اقامتی شرکت مخابرات ایران در زمینی به مساحت تقریبی ۹۵۰۰ متر مربع و در محل سابق هتل اینترنشنال در حال ساخت است.

## تاریخچه
کار ساخت هتل اینترنشنال تهران در اواسط دهه ۱۳۴۰ خورشیدی آغاز شد و آغاز ساخت فاز اول هتل اینترنشنال در سال ۱۳۴۶ و در گلوگاه گذر مسافران و زائرانی که به قصد زیارت امامزاده صالح از جاده قدیم شمیران راهی میدان تجریش می‌شدند، شروع شد. هتل اینترنشنال تهران که متعلق به نادر باتمانقلیچ بود، بیشتر به قصد اسکان رجال و کارمندان متمول و سرشناس دولت که در شهرستان‌ها اقامت داشتند و به قصد سیاحت یا زیارت به تهران می‌آمدند، بنا شد. کار ساخت هتل اینترنشنال تهران در مساحتی نزدیک به ۴ هکتار با ۸۵۰ اتاق، ۴ سالن اجتماعات به همراه یک مجموعه ورزشی و ۳ آسانسور که از عمارت، هتلی ۵ ستاره می‌ساخت، سرانجام در سال ۱۳۵۶ خورشیدی به پایان رسید. این در حالی است که در آن سال‌ها پایتخت، شاهد حضور نمایندگان هتل‌های زنجیره‌ای بین‌المللی و ساخت چندین هتل ۵ یا ۴ ستاره بین‌المللی بود. هتل اینترنشنال تهران به عنوان رقیبی قدرتمند برای جذب گردشگر و مسافر با شعب هتل‌های بین‌المللی خودنمایی می‌کرد. هتل اینترنشنال فعالیت خود را تا انقلاب ۵۷ ادامه داد. این هتل تا روزگاری که رونق داشت، درآمد بسیار خوبی نیز کسب می‌کرد.

## پس از انقلاب
پس از انقلاب و تغییر و تحولات آن سال‌ها، ساختمان بدون مدیر هتل از سوی گروهی از دانشجویان دانشگاه علم و صنعت ایران مصادره می‌شود و با تبدیل شدن به خوابگاه به ناگهان تغییر کاربری می‌دهد. چندی بعد پرسنل نیروی دریایی هم همین استفاده را از هتل بردند، تا اینکه در اوایل دهه ۱۳۶۰ و درست در کوران جنگ ایران و عراق، هتل به صورت قطعی مصادره می‌شود و در اختیار بنیاد آسیب دیدگان جنگ قرار می‌گیرد. بدین سان آخرین کسانی که میهمان ناخوانده هتل اینترنشنال تهران شدند، حدود ۶۵۰ خانواده مهاجر جنگی بودند که از سال ۱۳۶۲ تا اوایل دهه ۷۰ یعنی چند سال پس از پذیرش قطعنامه ۵۹۸ در آنجا زندگی می‌کردند. زندگی این مهاجران جنگی در این مجتمع را ناصر غلامرضایی در فیلم حریم مهرورزی و همچنین قاضی ربیحاوی در کتاب از این مکان روایت کرده‌اند. فیلم آبادانی‌ها کیانوش عیاری (۱۳۷۱) نیز در همین مجتمع می‌گذرد. تأسیسات زیربنایی هتل، هر روز مستهلک تر از روز قبل می‌شد و در غفلت جمعی، بسیاری از اشیا و قطعات با ارزش تأسیساتی آن، مورد دستبرد قرار می‌گرفت. سال‌ها به همین منوال گذشت تا اینکه در سال ۱۳۷۲، تشکیلات مهاجران جنگی که آن زمان سرپرستی بقایای هتل اینترنشنال سابق را بر عهده داشت، با پرداخت حدود ۷۰ میلیون تومان به ۴۸۰ خانواده‌ای که از زمان جنگ در هتل باقی مانده بودند، هتل را به‌طور کامل خالی کرد. از این پس، اتاق‌های هتل اینترنشنال به محل امنی برای معتادان، بزهکاران و افراد فاسد تبدیل شد. در سال ۱۳۷۹، هتل اینترنشنال تهران را به شکل قطعی و به مبلغ یک میلیارد و ۲۰۰ میلیون تومان به وزارت پست و تلگراف و تلفن سابق منتقل شد و تا مدت‌ها به حال خود رها شد. سرانجام شرکت مخابرات ایران در سال ۱۳۸۶ این هتل را با صرف هزینه‌ای در حدود ۷۰۰ میلیون تومان تخریب کرد و کار ساخت مجتمع شرکت مخابرات ایران را در همان محل آغاز کرد.

## ساخت مجتمع مخابرات
در حال حاضر ساخت مجتمع اداری-تجاری-اقامتی شرکت مخابرات ایران که در زمینی به مساحت تقریبی ۹۵۰۰ متر مربع و در محل سابق هتل اینترنشنال قرار دارد در حال انجام است. فضای اداری با ۴۰ هزار مترمربع که در یک برج ۲۵ طبقه قرار گرفته است بزرگ‌ترین کاربری این مجتمع را تشکیل می‌دهد. در کنار این برج اداری، یک هتل هشت طبقه با زیربنای ۱۴هزار متر مربع قرار گرفته و مجموعه تجاری نیز با زیربنای ۱۱ هزار متر مربع کل فضای طبقات پایین مجموعه را اشغال کرده است.